# Райс-Оксли, Тим
Тимоти «Тим» Джеймс Райс-Оксли (англ. Timothy James Rice-Oxley) — сооснователь, клавишник, басист, композитор, бэк-вокалист и автор текстов в рок-группе Keane.

## Жизнь и карьера
Тим родился 2 июня 1976 года. Родители Маргарет и Чарльз Патрик Райс-Оксли.
Он учился в школе Тонбридж, графство Кент, со своими лучшими друзьями Ричардом Хьюзом и Томом Чаплином. Матери Тима и Тома познакомились в роддоме, в марте 1979 года. Брат Райс-Оксли (тоже Том) родился вскоре после Чаплина.
Тим брал уроки игры на фортепиано, когда был подростком. Позже он признался, что ненавидел эти занятия, поскольку считал классическую музыку скучной. После того, как родители прекратили эти уроки, он научился хорошо играть сам и разработал свой стиль, в основном благодаря The Beatles.
Позднее Райс-Оксли давал уроки Чаплину после школы.
В 1994 году в поступил в University College London, где Хьюз изучал географию, по гуманитарной специальности. Друг и гитарист Доминик Скотт предложил Тиму создать группу и тот согласился. Они вдвоём попросили Хьюза играть на ударных.
Примерно в это же время Райс-Оксли встретил Криса Мартина, который параллельно записывал демо с Coldplay. Тот, послушав игру Тима на рояле во время уик-энда в Virginia Falls в графстве Суррей, пригласил его уже в свою группу, но Райс-Оксли отказался, чтобы с друзьями сосредоточить внимание на Keane. В интервью 2004 года он признался, что завидовал успеху Мартина и Coldplay.
В 1997 году Райс-Оксли убедил Скотта и Хьюза в том, что Чаплин должен присоединиться к ним. Именно в этом году группа приняла название «Keane».
Во время своего пребывания в Лондоне (в 1998), Райс-Оксли жил в общей квартире с Томом на Stoke Newington и они пытались заработать денег своими выступлениями.
Когда Доминик играл на лидер-гитаре, Тим принимал на себя роль бас-гитариста, но роль эта была не самой важной.
Песни для группы писали они со Скоттом. На Strangers Keane охарактеризовали стиль Скотта как «блюзовый» и сказали, что им не нравилось играть песни в этом стиле. Вскоре они начали играть композиции Райс-Оксли вместо песен Скотта.
Когда в июле 2001 Скотт покинул группу, Райс-Оксли начал играть на фортепиано, которое стало теперь «движущей силой» всех песен Keane. Он продолжает играть на бас-гитаре; однако сейчас его партии записываются отдельно заранее и во время концертов воспроизводятся на его Apple Powerbook.
В 2004 году он завоевал Ivor Novello Awards в номинации «Лучший композитор года».
В 2006 он написал песни «Early Winter» и «The Girl Inside» (не издана) для второго сольного альбома Гвен Стефани The Sweet Escape.
В настоящее время он исполняет также роль бэк-вокалиста Keane на концертах и во время записи в студии, за исключением студийных записей песен «Sunshine» и «Your Love», где выступает как главный вокалист.
В феврале 2005 женился, церемония была не громкой. Шафером Тима был Том Чаплин. В 2007 году у Райс-Оксли родилась дочь.

## Перечень оборудования
- Yamaha CP70 (главное фортепиано)
- Nord Lead 3 Synth (синтезатор)
- Fender Precision (бас-гитара)

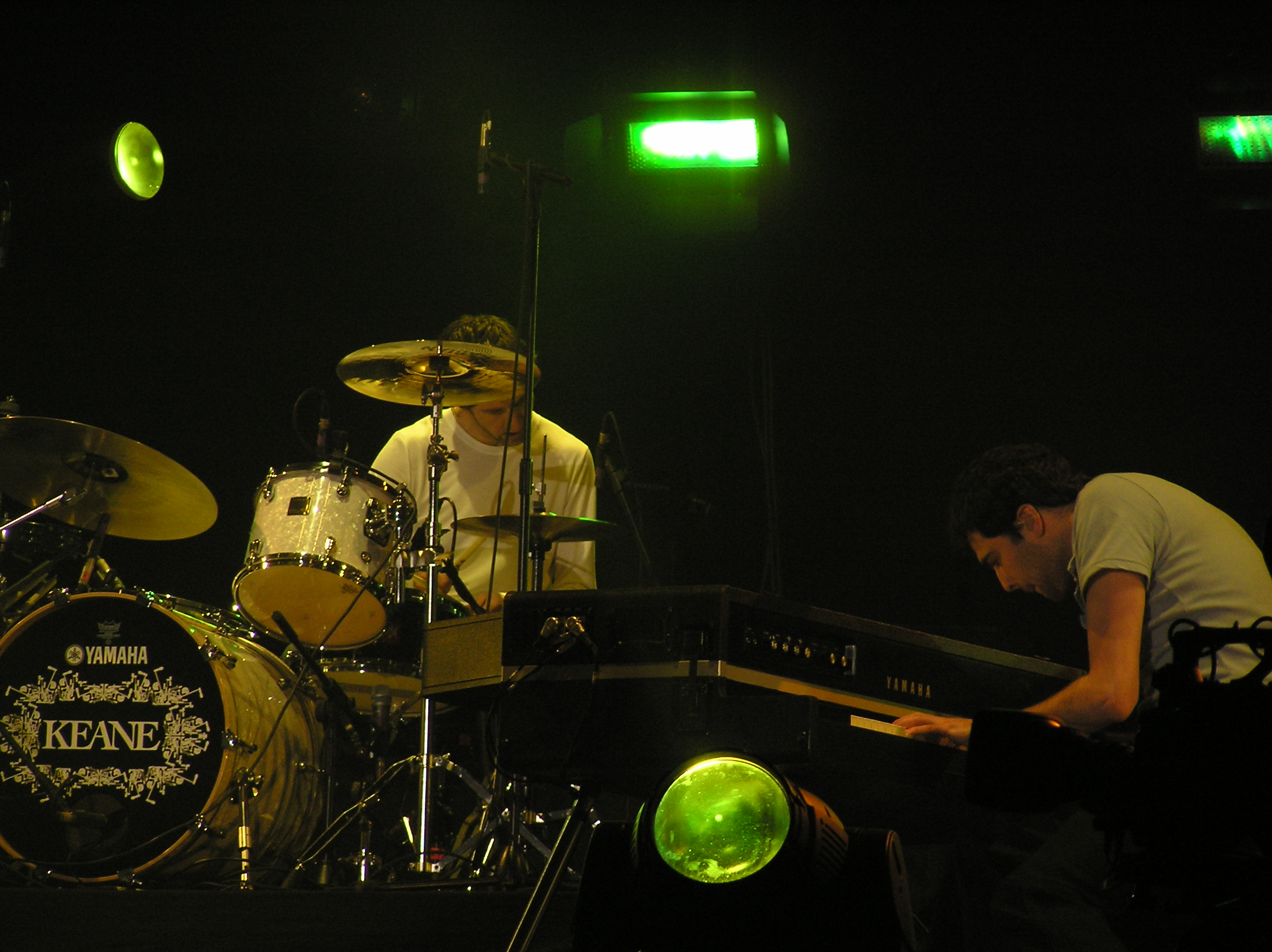
Тим Райс-Оксли играет на своём Yamaha CP-70, чуть дальше него — ударник Ричард Хьюз. 22 января 2005, концерт Tsunami Relief Cardiff.

- Apple Computer PowerBook G4 Titanium (для воспроизведения отдельно записанных эффектов к песням)
- Apple PowerMac G5